# 127 horas
127 horas es una película estadounidense de drama y suspenso protagonizada por James Franco, dirigida por Danny Boyle, escrita por este y Simon Beaufoy y producida por Christian Colson, quien anteriormente trabajó para Slumdog Millionaire, y John Smithson. La película está basada en el libro autobiográfico Entre la espada y la pared, que narra la historia real de Aron Ralston, un escalador estadounidense que al realizar una excursión al parque nacional Robbers Roost, Utah, tras un trágico accidente queda atrapado bajo las rocas durante más de 5 días. Utilizando su cámara documenta sus intentos por escapar de la terrible situación y las medidas que debe tomar para su supervivencia. La película se estrenó el 5 de noviembre del 2010. La música cinematográfica está compuesta por A. R. Rahman, el anterior colaborador de Boyle en Slumdog Millionaire. Los efectos de maquillaje fueron diseñados y creados por Tony Gardner y Alterian, Inc.

## Argumento
El 26 de abril de 2003, Aron Ralston (James Franco) se prepara para un día de barranquismo en el parque nacional Tierra de Cañones de Utah, mientras conduce por el sendero de noche. A la mañana siguiente asciende a través del parque en su bicicleta de montaña, con el objetivo de reducir a 45 minutos la estimación para el tiempo que se necesita para llegar a su destino. Él va a pie, corriendo a lo largo de una formación de roca desnuda cuando ve a dos excursionistas, Kristi (Kate Mara) y Megan (Amber Tamblyn), aparentemente perdidas. Ralston convence a la pareja que él es un guía de caminos y se ofrece a mostrarles una ruta mucho más interesante que la que habían estado tratando de encontrar. Él las conduce a través de los cañones estrechos Robbers Roost de la zona, incluyendo un salto a ciegas en una poza subterránea, donde la película de tres que se repiten el paso usando la cámara de video de Ralston. Como la compañía de parte de ellos, Kristi y Megan invitan a Ralston a una fiesta que harán la noche siguiente, y se compromete a asistir. Sin embargo, ellas dudan que irá.
Ralston continúa en Blue John Canyon, a través de un paso estrecho donde los cantos rodados se suspenden, deslizado entre las paredes de roca. A medida que desciende, una roca se sacude y se suelta, cayendo después de Ralston hacia el fondo del cañón y atrapando su brazo derecho contra la pared del cañón. Inicialmente grita pidiendo ayuda, pero el extremo aislamiento de su ubicación significa que nadie está al alcance para escucharle. Como se resigna al hecho de que él está solo, comienza la grabación de un video-diario en su cámara y usando su multi-herramienta de bolsillo para intentar debilitar la roca. También comienza su racionamiento de agua y alimentos.
Como se da cuenta de sus esfuerzos por socavar a la roca son inútiles, empieza a tratar de cortar su brazo, pero encuentra que su cuchillo no es adecuado para cortar la piel. A continuación, logra rasgar su brazo, pero se da cuenta de que no será capaz de cortar a través del hueso. Se encuentra sin agua y se ve obligado a beber su propia orina. Su video lo registra cada vez más desesperado y como él se siente morir. Comienza a soñar con relaciones y experiencias pasadas, incluyendo a su antigua novia (Clémence Poésy), a su familia (Lizzy Caplan, Treat Williams, Kate Burton), y las dos excursionistas que conoció antes del accidente. Después de reflexionar sobre su vida, llega a la conclusión de que todo lo que ha hecho le ha llevado a esta terrible experiencia, y que estaba destinado a morir solo en el cañón.
Después de cinco días, Ralston ve a su hijo no nacido a través de una premonición. Él descubre que al aplicar la fuerza suficiente para su antebrazo podría romperlo. Él hace acopio de la voluntad de hacerlo y, finalmente, rompe el brazo con el cuchillo sin filo, así como hace la configuración de un torniquete con el aislamiento de su tubo CamelBak y el uso de un mosquetón para apretarlo. Envuelve el muñón de su brazo y toma una foto de la roca que lo atrapó. A continuación, se abre paso por el cañón, donde se ve obligado a subir en una pared rocosa de 65 metros y caminar varios kilómetros, agotado y cubierto de sangre, hasta poder encontrar un charco donde se refresca, lo cual le da fuerzas para continuar y finalmente se encuentra con una familia después de un día de caminata. La familia envía ayuda y Ralston es evacuado por un helicóptero de la Patrulla Utah Highway.
La película termina con las tomas del verdadero Aron Ralston y de su vida después de su terrible experiencia —incluyendo varias tomas de aventuras de Ralston haciendo escalada y alpinismo, que continuó tras el accidente— y de Ralston con su esposa, a quien conoció tres años después, y su hijo, Leo, nacido en 2010. Una tarjeta de título que aparece antes de los créditos finales dice que Ralston ahora siempre deja una nota cada vez que se va a cualquier parte solo, ahora usa una prótesis y es muy feliz con su hijo y esposa.

## Reparto[2]
| Actor          | Personaje         | Descripción                                         |
| -------------- | ----------------- | --------------------------------------------------- |
| James Franco   | Aron Ralston      |                                                     |
| Kate Mara      | Kristi            | Escaladora que Ralston conoció antes del accidente. |
| Amber Tamblyn  | Megan             | Escaladora que Ralston conoció antes del accidente. |
| Lizzy Caplan   | Sonja             | Hermana de Ralston.                                 |
| Treat Williams | Padre de Aron     |                                                     |
| Kate Burton    | Madre de Aron     |                                                     |
| Aron Ralston   | Él mismo          |                                                     |
| Clémence Poésy | Amante de Ralston |                                                     |

## Veracidad[4]
Las escenas iniciales de la película, en las que Ralston se encuentra con dos excursionistas, fueron alteradas para mostrar a Ralston enseñándoles una laguna escondida, cuando en realidad él solo les mostró algunas técnicas básicas de escalada. A pesar de los cambios, con los cuales Ralston se sintió incómodo en un inicio, él sostiene que el resto de la película es "tan exacto que es lo más cercano a un documental".

## Producción
Danny Boyle había estado esperando hacer una película sobre la terrible experiencia de Ralston desde hacía 4 años. Boyle escribió un pequeño borrador de la historia para la película y Simon Beaufoy escribió el guion. Boyle describe a 127 Horas como "una película muy británica", y como "un film de acción con un chico que no se puede mover".
Los medios de comunicación del mundo informaron en noviembre del 2009 que Cillian Murphy encabezaba la lista de los elegidos para interpretar a Ralston, así como también se rumoreaba a Ryan Gosling como posible intérprete. En enero del 2010, James Franco fue escogido como Ralston.
El rodaje se realizó en 2010 en Utah, comenzando en marzo y entrando la película el 17 de junio en posproducción. Boyle intentó rodar la primera parte del film sin nada de diálogo.

## Lanzamiento
127 horas se proyectó en el Festival Internacional de Cine de Toronto el 12 de septiembre de 2010, y posteriormente en el Festival de Cine de Telluride del mismo año. La película fue escogida como cierre del Festival de cine de Londres, el 28 de octubre de 2010. Posteriormente, su estreno mundial fue el 5 de noviembre de 2010 en Estados Unidos.
Durante su proyección en el Festival de Cine de Telluride, dos personas requirieron atención médica. Primero, un espectador sufrió sensación de mareo y fue llevado fuera de la sala en una camilla. Luego, durante una escena posterior, otro espectador sufrió un ataque de pánico. Se desconoce si estos dos incidentes fueron causados por la "escena de la amputación". Reacciones similares se dieron en el Festival Internacional de Cine de Toronto.
La "escena de la amputación" fue obra de los efectos de maquillaje del artista Tony Gardner y su equipo en Alterian, Inc, quienes se esforzaron en ser médicamente exactos en cada mínimo detalle, pues Danny Boyle rodó la escena entera en una toma y cada aspecto de la escena debía ser funcional, así como realista.

## Premios
Premios Óscar:
| Año  | Categoría              | Receptor                    | Resultado |
| ---- | ---------------------- | --------------------------- | --------- |
| 2010 | Mejor película         |                             | Nominada  |
| 2010 | Mejor actor            | James Franco                | Nominado  |
| 2010 | Mejor guion adaptado   | Danny Boyle y Simon Beaufoy | Nominados |
| 2010 | Mejor canción original | A. R. Rahman                | Nominado  |
| 2010 | Mejor banda sonora     | A. R. Rahman                | Nominado  |
| 2010 | Mejor montaje          | Jon Harris                  | Nominada  |

Premios Globo de Oro:
| Año  | Categoría           | Receptor                  | Resultado |
| ---- | ------------------- | ------------------------- | --------- |
| 2011 | Mejor actor - Drama | James Franco              | Nominado  |
| 2011 | Mejor guion         | Danny Boyle Simon Beaufoy | Nominado  |
| 2011 | Mejor banda sonora  | A. R. Rahman              | Nominado  |

Premios BAFTA:
| Año  | Categoría                | Receptor                           | Resultado |
| ---- | ------------------------ | ---------------------------------- | --------- |
| 2010 | Mejor película británica | Mejor película británica           | Nominada  |
| 2010 | Mejor director           | Danny Boyle                        | Nominado  |
| 2010 | Mejor actor              | James Franco                       | Nominado  |
| 2010 | Mejor guion adaptado     | Danny Boyle Simon Beaufoy          | Nominados |
| 2010 | Mejor música original    | A. R. Rahman                       | Nominado  |
| 2010 | Mejor fotografía         | Enrique Chediak Anthony Dod Mantle | Nominados |
| 2010 | Mejor montaje            | Jon Harris                         | Nominada  |
| 2010 | Mejor sonido             |                                    | Nominada  |

Premios del Sindicato de Actores:
| Año  | Categoría   | Receptor     | Resultado |
| ---- | ----------- | ------------ | --------- |
| 2010 | Mejor actor | James Franco | Nominado  |

Premios Independent Spirit:
| Año  | Categoría      | Receptor       | Resultado |
| ---- | -------------- | -------------- | --------- |
| 2010 | Mejor película | Mejor película | Nominada  |
| 2010 | Mejor director | Danny Boyle    | Nominado  |
| 2010 | Mejor actor    | James Franco   | Ganador   |

## Críticas
La película ha recibido críticas positivas. El sitio dedicado a las críticas de películas Rotten Tomatoes reportó que el 93% de los críticos le dieron una opinión positiva basada en 213 opiniones, con una calificación promedia de 8.2 de 10.
Mientras, Metacritic le asignó
un score de 82 (sobre 100), basado en 38 críticas.
El crítico Peter Travers de Rolling Stone la consideró una de las mejores películas del año, expresando: "Danny Boyle sacude cada fotograma de 127 Hours con adrenalina cinematográfica", mientras que elogió la actuación de Franco, calificándola tanto de "natural" como de "sutil".
A.O. Scott de The New York Times opinó: "la película te conmueve, te sacude, y te transmite la alegría de estar vivo", mientras que Peter Debruge del magazine Variety expresó: "La interpretación de Franco se siente creíble y conmovedora", y agregó: "Danny Boyle condensa la historia de 127 Hours en unos intensos 93 minutos".